# والسبول
والسبول (به آلمانی: Wallsbüll) یک شهر در آلمان است که در اشلسویگ-فلنسبورگ واقع شده‌است. والسبول  ۹۱۴ نفر جمعیت دارد.